# Sulby (île de Man)
Pour les articles homonymes, voir Sulby.

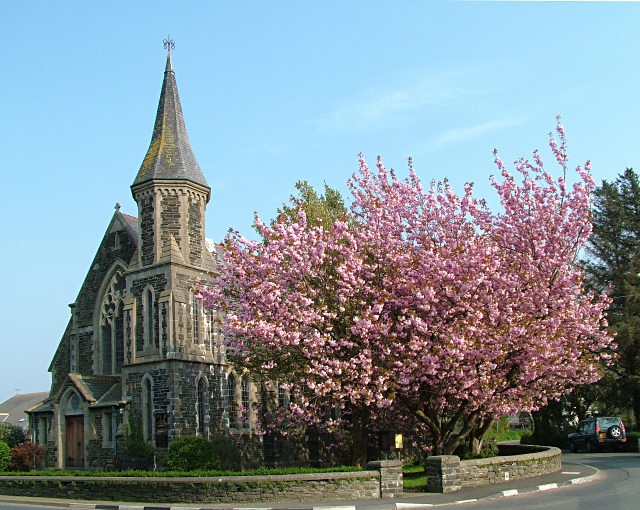
Église Saint Stephen de Sulby.

Sulby est un bourg de la paroisse de Lezayre, situé sur la route A3 qui relie Peel à Ramsey, sur l'île de Man. Le nom du village, qui vient du norrois Sõlabyr (« domaine de Soli »), reflète l'influence scandinave sur la toponymie mannoise.

## Géographie

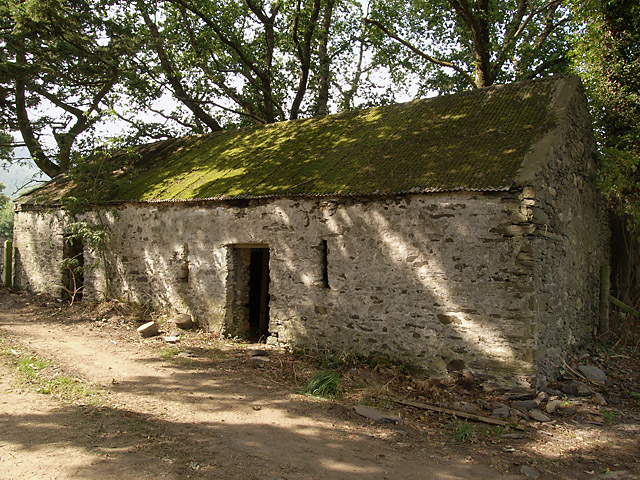
Ferme de Ballakerka, à Sulby.

Au-dessus du village coule la rivière Sulby. On y trouve aussi le domaine agricole de Ballamanaugh, et les quartiers du Claddagh et de Cronk Summark, qui abrite un oppidum de l'Âge du fer.
La partie du village sur l'A2 était traversée entre 1905 et 1911 à l'occasion de la Tourist Trophy, une course de motos qui se déroule sur les routes de l’île pendant la première semaine du mois de juin. Depuis 1911, le village fait partie du tracé du Tourist Trophy et du Manx Grand Prix sur ce qui est appelé le Mountain Circuit ou circuit de la Montagne.

## Monuments

### Église de Saint Stephen
L'église primitive fut construite en 1838 sur un terrain offert par le capitaine Bacon (membre d'une famille du Northumberland installé sur l'île de Man au début du XVIIIe siècle). Il demandait en échange une entrée réservée et un banc personnel. Le bâtiment fut conçu par l'architecte John Welch.
L'église actuelle date de 1879-1880, à la suite d'une reconstruction du chœur.

### Chapelle méthodiste
La première chapelle fut érigée en 1794. Avec l'aide des membres de l'église, le bâtiment fut agrandi en 1844 pour pouvoir accueillir 200 fidèles. De 1912 à 1914, la chapelle fut portée à 400 places. Le bâtiment n'a plus subi de modification majeure depuis cette date.
La chapelle méthodiste de Sulby abriterait le plus vieil orgue de l'île de Man. Il aurait été installé dans les années 1780.

## Personnalités liées à Sulby
- Arthur Caley, né en 1829 à Sulby, était un homme atteint de gigantisme. On le surnommait le « Géant de Sulby ».
- Mark Collet, ancien député-lieutenant du Kent, s'installa à Sulby en 1935.